# Урилов, Ильягу Ханукаевич
Илья́гу (Илья) Ханука́евич Ури́лов (род. 8 июля 1956, Дербент, Дагестанская АССР) — советский и российский историк, академик РАН (2008). Специалист в области истории социал-демократии.

## Биография
Из горских евреев. Окончил исторический факультет Дагестанского государственного университета (1982). До 1988 года преподавал в школе в даргинском селении Мургук Сергокалинского района ДагАССР, затем поступи в аспирантуру московского Института истории СССР. Научным руководителем И. Х. Урилова был академик И. И. Минц; учился также у А. И. Зевелева и С. В. Тютюкина. В 1992 году защитил кандидатскую диссертацию «Советы и ревкомы Дагестана».
С 1988 по 2003 год — научный сотрудник Института истории СССР (Института российской истории РАН), с 2005 года — руководитель Центра истории мировой социал-демократии Института всеобщей истории. Доктор исторических наук (1997, диссертация «Ю. О. Мартов — политик и историк»).
Заведующий кафедрой общественно-политических движений XIX—XX веков ГУГН (с 2003), профессор (2004). Главный редактор альманаха «Вестник истории, литературы, искусства». Также является основателем и главным редактором «Бюллетеня Центра истории мировой социал-демократии». Им были организованы несколько международных конференций по данной тематике.
25 мая 2006 года избран членом-корреспондентом РАН по Отделению историко-филологических наук (история России), с 29 мая 2008 года — академик РАН (кандидатура выдвинута академиками Ю. А. Поляковым и А. О. Чубарьяном).
Автор более 50 научных работ, в том числе шести монографий. Одной из главных тем исследований является история меньшевизма, деятельность его лидеров — Г. В. Плеханова, П. Б. Аксельрода, А. Н. Потресова, Ю. О. Мартова. По словам Даниила Гранина, И. Х. Урилов способствовал разрушению мифа о меньшевиках, сложившегося в советской историографии. Также в сфере научных интересов история Царскосельского лицея и биография Александра Горчакова
Супруга — Зубайдат, дети: Елизавета — историк и Андрей — бизнесмен.

## Критика
По данным сетевого экспертного сообщества «Диссернет», Урилов является научным руководителем ряда диссертаций, содержащих массовые заимствования.

## Основные работы
Книги
- Ю. О. Мартов: историографический очерк. — М.: Наука, 1995. — 83 с.;
- Ю. О. Мартов: политик и историк. — М.: Наука, 1997. — 470 с.;
- История российской социал-демократии (меньшевизма). 
  - Ч. 1. Источниковедение. — М.: Раритет, 2000. — 286 с.
  - Ч. 2. Историография. — М.: Раритет, 2001. — 350 с.
  - Ч. 3. Происхождение меньшевизма. — М.: Собрание, 2005. — 416 с.
  - Ч. 4. Становление партии. — М.: Собрание, 2008. — 366 с.
  - Ч. 5. Звездные и трагические дни партии (Февраль 1917 — январь 1918 гг.). — М.: Раритет, 2013. — 464 с.; ISBN 978-5-9606-0120-7 (реферат)
  - Ч. 6. Время гражданской войны в России. Меньшевики и большевистская власть. 1918—1920 гг. М.: Собрание, 2016. — 368 с. ISBN 978-5-9606-0142-9
  - Ч. 7: Меньшевики в советской России и последней эмиграции. 1920—1960 гг. М.: Собрание, 2017. 384 с.
- Литвин А. Л., Урилов И. Х. Юлий Мартов. История жизни и деятельности, 1873—1923. М.: Собрание, 2021. 310 с. ISBN 978-5-9606-0190-0

Статьи
- Новое о Мартове и изучении истории меньшевизма (заметки историка) // Исторический опыт взаимодействия российской и германской социал-демократии. — М., 1998. — С. 131—148;
- Судьбы российской социал-демократии // Вопросы истории. — 2006. — № 3. — С. 122—149;
- Современная историография российской социал-демократии // Социал-демократия в российской и мировой истории: обобщение опыта и новые подходы. — М., 2009. — С. 16—30.

Составитель и редактор
- «Ю. О. Мартов и А. Н. Потресов. Письма. 1898—1913» (2007);
- «Переписка князя А. М. Горчакова с родными и близкими» (2008).